# Batopora
Batopora is een mosdiertjesgeslacht uit de familie van de Batoporidae en de orde Cheilostomatida. De wetenschappelijke naam ervan is in 1867 voor het eerst geldig gepubliceerd door Reuss.

## Soorten
- Batopora lagaaiji Hayward & Cook, 1979
- Batopora murrayi Cook, 1966
- Batopora nola Hayward & Cook, 1979
- Batopora problematica Bock & Cook, 2004

Niet geaccepteerde soort:
- Batopora pulchrior Gordon, 1989 → Ptoboroa pulchrior (Gordon, 1989)